# Holger Friedrich (Politiker)
Holger Friedrich (* 20. Juli 1956 in Stralsund) ist ein deutscher Politiker (SPD).
Nach dem Besuch der Polytechnischen Oberschule (1963 bis 1973) absolvierte er von 1973 bis 1975 eine Ausbildung zum Fotolaboranten. Er war 1975 bis 1978 Angestellter und machte dann eine Ausbildung zum Backwarenfacharbeiter, die er 1982 abschloss. Parallel zu seinem zwei Jahre währenden Grundwehrdienst wurde er 1982 Verkaufsstellenleiter bei der Konsumgenossenschaft Ribnitz-Damgarten. 
1992 wurde er selbständiger Einzelhändler im Beruf des Fotolaboranten.
Friedrich, seit 1990 SPD-Mitglied, wurde im selben Jahr Mitglied der Stadtvertretung in  Barth, wo er zunächst Vorsitzender (1991 bis 1995) und ab 1997 Beisitzer des SPD-Ortsvereins Barth war. Von 1997 bis 2002 war er Vorsitzender der SPD-Fraktion in der Barther Stadtvertretung. In der Legislaturperiode von Herbst 2002 bis Herbst 2006 war er Mitglied des Landtages Mecklenburg-Vorpommern. 
Bei der Landtagswahl am 17. September 2006 erhielt die SPD nur 30,2 % der Stimmen (nach 40,6 % bei der Wahl zuvor); Friedrich zog nicht erneut in den Landtag ein. 
Friedrich ist verheiratet und hat drei Kinder.